# امباتولای، مایندریوازو
امباتولای، مایندریوازو (به لاتین: Ambatolahy, Miandrivazo) یک سکونتگاه مسکونی در ماداگاسکار است که در منابه واقع شده‌است.

## خصوصیات
امباتولای ۱۰٬۰۰۰ نفر جمعیت دارد و ۹۳ متر بالاتر از سطح دریا واقع شده‌است.